# 梅與天

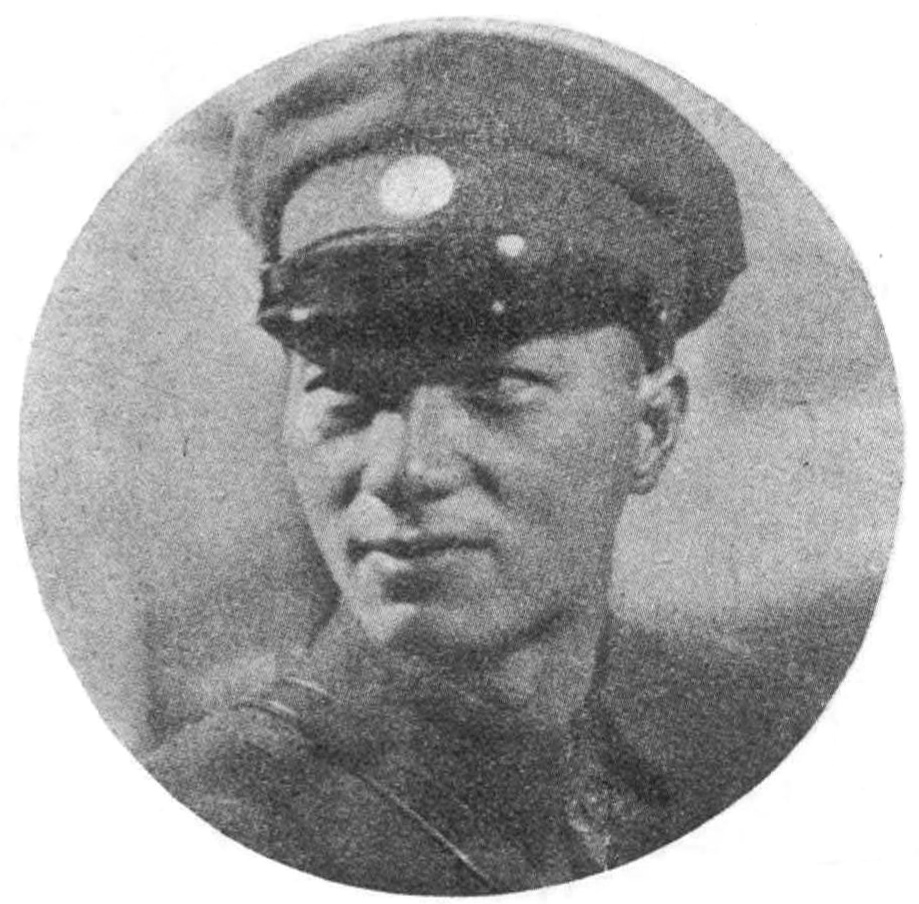
梅與天, 1927

梅與天（1891年—？），是當代中國國畫畫家，屬嶺南畫派。
戰後移居美國檀香山，作品色彩鮮艵，20世紀50年代北角璇宮戲院外嫿的壁畫便是他的設計。特點是以中國的筆調，西洋畫的風格中西合壁，別樹一幟，大受美國彼岸歡迎。